# Бон-Сусесу (Параиба)
Бон-Сусесу (порт. Bom Sucesso) — муниципалитет в Бразилии, входит в штат Параиба. Составная часть мезорегиона Сертан штата Параиба. Входит в экономико-статистический микрорегион Католе-ду-Роша. Население составляет 4552 человека на 2006 год. Занимает площадь 184,101 км². Плотность населения — 24,7 чел./км².

## Статистика
- Валовой внутренний продукт на 2003 год составляет 10 616 255,00 реалов (данные: Бразильский институт географии и статистики).
- Валовой внутренний продукт на душу населения на 2003 год составляет 2171,90 реалов (данные: Бразильский институт географии и статистики).
- Индекс развития человеческого потенциала на 2000 год составляет 0,635 (данные: Программа развития ООН).